# Chionaema garuda
Chionaema garuda är en fjärilsart som beskrevs av Ulrich Roesler och Kuppers 1976. Chionaema garuda ingår i släktet Chionaema och familjen björnspinnare. Inga underarter finns listade i Catalogue of Life.